# Stictosisyra pennyi
Stictosisyra pennyi — вид вымерших сизирид из монотипического рода Stictosisyra, обнаруженный в бирманском янтаре, описанный по голотипу CNU-NEU-MA2017006. Родовое название представляет собой сочетание слов sticto- (греческое, означающее крапчатый), в связи с коричневыми пятнами, распределёнными на передних крыльях; и Sisyra, типовым родом семейства сизирид. Видовой эпитет дан в память о Нормане Д. Пенни (1946—2016), в знак признания его большого вклада в исследованиях сетчатокрылых. Первые два автора статьи с описанием вида были впечатлены его добротой и щедростью во время посещения Калифорнийской академии Наук в 2016 году.

## Описание

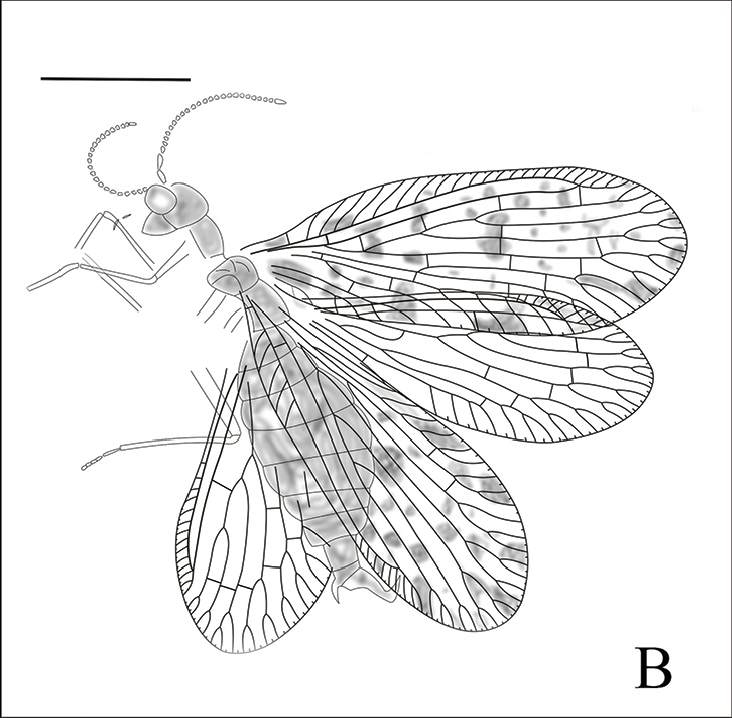
Рисунок

Описан по самцу. Общая длина тела 2,9 мм.

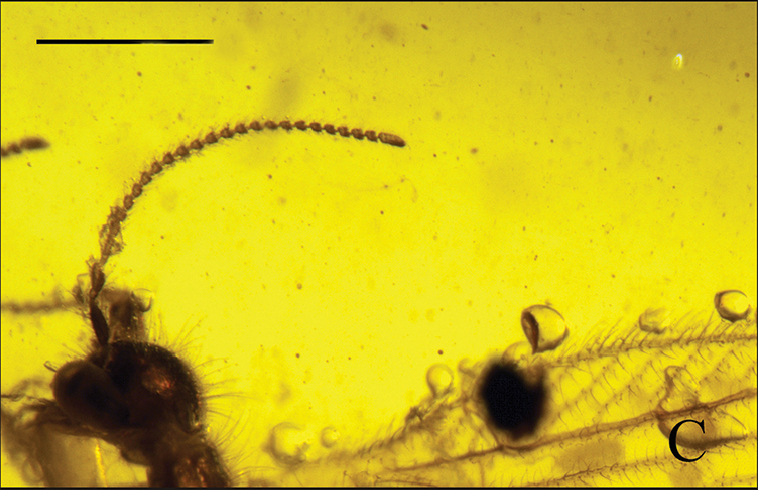
Голова с усиком

Голова и тело с многочисленными разбросанными мелкими щетинками; ширина головы такая же, как и длина головы. Глаза большие. Усики монилиформные, с разбросанными щетинками; черешок почти в 2 раза длиннее и шире, немного толще жгутика; педицеллум удлинённый, примерно в 2 раза длиннее и шире; жгутик примерно с 25 члениками, первый членик длиннее других, примерно такой же длины, как педицеллум, а последний удлиненный, около 2,5 в несколько раз длиннее других члеников, апикально суженных. Переднегрудь уже головы, в два раза длиннее такой же широкий; передне-, средне- и заднегруди с рассеянными, тонкими, длинными щетинками. Ноги относительно длинные и тонкие, с многочисленными короткими щетинками вперемешку с длинными щетинками. Передняя нога: тазобедренный сустав удлиненный; бедренная кость длинная и тонкая; большеберцовая кость почти такая же длинная, как бедренная кость; базитарсус почти в три раза длиннее второй предплюсны, последние четыре предплюсны одинаковой длины. Средняя, и задняя пары лап плохо сохранились. Брюшко из девяти сегментов, с разбросанными короткими щетинками.

### Переднее крыло

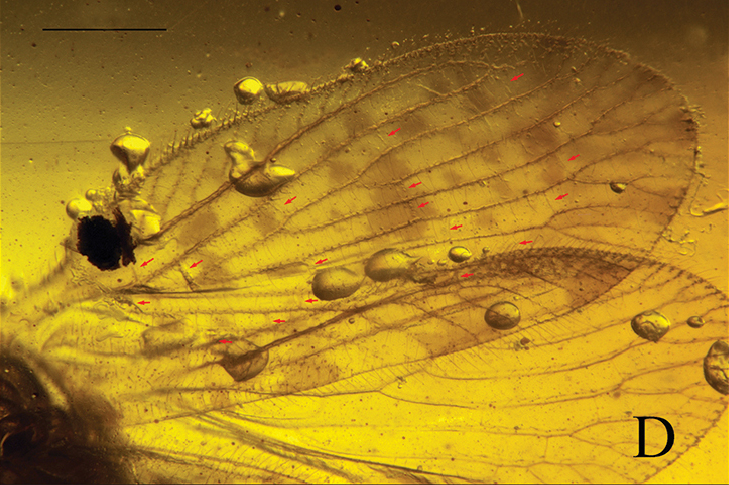
Оба крыла
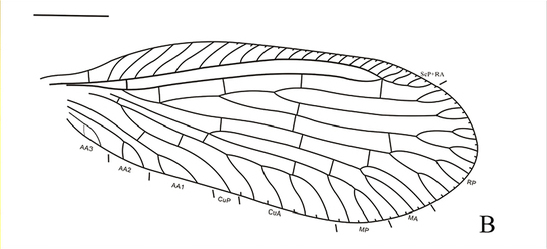
Рисунок переднего крыла

Длина переднего крыла 3,0 мм, ширина 1,1 мм (правое переднее крыло); удлиненно-яйцевидное, верхушка
закруглённая, с плотными относительно короткими щетинками на жилках и более длинными щетинками по краям; мембрана с пятнистыми пятнами по всему крылу; трихозоры выступают по всей границе крыла. Плечевая жилка короткая и простая, не рецидивирующая, перпендикулярна ScP; костальное пространство узкое; субкостальные вены простые, не раздвоенные, птеростигмы нет. ScP и RA срослись дистально, войдя в край перед вершиной крыла. Есть только один sc-r. Четыре поперечных жилки ra-rp, самая дистальная поперечная жилка ra-rp, расположенная в месте слияния ScP и
RA; RP отделена от RA непосредственно вблизи sc-r, с тремя ответвлениями. Конфигурация RP1 и RP2 похожа, дихотомически раздвоенная, RP3 с дистальной вилкой, примерно две поперечные жилки между RP1, RP2 и одна поперечная жилка между RP2, RP3. M, разделённая на MA и MP при 2 м-cu, вдали от отделения RP1 от стержня RP, присутствует одно поперечное сечение ma-mp; МА дистально раздвоен дважды, MP пектиново раздвоен, с двумя ветвями дистально; три r-m
поперечины между RP и M; Cu разделен на CuA и CuP у основания крыла на уровне Начало RP, три поперечных жилки m-cu; CuA сильно раздвоена, с тремя (правое переднее крыло) или четырьмя (левое переднее крыло) простыми ветвями дистальнее 2m-cu; CuP простая, одна поперечная жилка между CuA, CuP; виден только один 2cu-aa; конфигурация AA1, AA2, AA3 аналогична, каждая с дистальной вилкой, между областями AA не обнаружено перекрёстных жилок.

### Заднее крыло

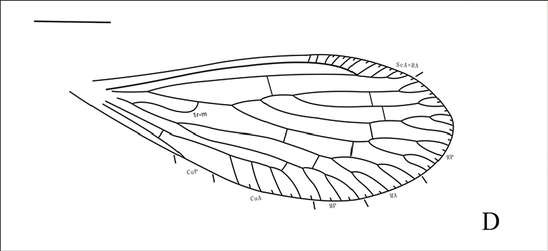
Рисунок

Заднее крыло удлиненное, немного меньше переднего, длина 2,5 мм, ширина 0,9 мм (правое заднее крыло). Трихозоры выступают по всему краю крыла. Никаких цветных пятен на крыле или по краю. Костальное пространство узкое, дистально расширено, особенно дистальное сращение ScP и RA. Субкостальные жилки простые, разреженные, птеростигмы отсутствуют. Субкостальное пространство шире костального, базально сужено; поперечного сечения не обнаружено. ScP, RА слились дистально. ScP+RA входит в край крыла перед вершиной, с тремя простыми дистальными прожилками. Пространство RA шире, чем субкостальное пространство, с одной поперечной линией, расположенной между началом RP2 и RP3. RP берет начало у основания крыла, с тремя ветвями, берущими начало далеко от основания крыла, каждая из которых разветвляется дистально. Стебели RP и RP3 только с дистальной вилкой; RP1 раздвоена дихомно, RP2 раздвоена дважды дистально. Три поперечных жилки между областью RP; три поперечных жилки r-m между RP и M, базальная 1r-m между стеблем R и M длинная и сильно извилистая. M является раздвоенным дистальный местом основания RP и является проксимальным к источнику RP1. MA дихотомически разветвлена дистально; MP дважды разветвляется дистально. Только одна пересекающаяся жилка между M и Cu. CuA длинная, сильно разветвленная, примерно с тремя простыми ветвями; CuP длинная и простая. Одно поперечное сечение между M и Cu; одно поперечное сечение видно между CuA и CuP. Жилки A не сохранились.

### Гениталии

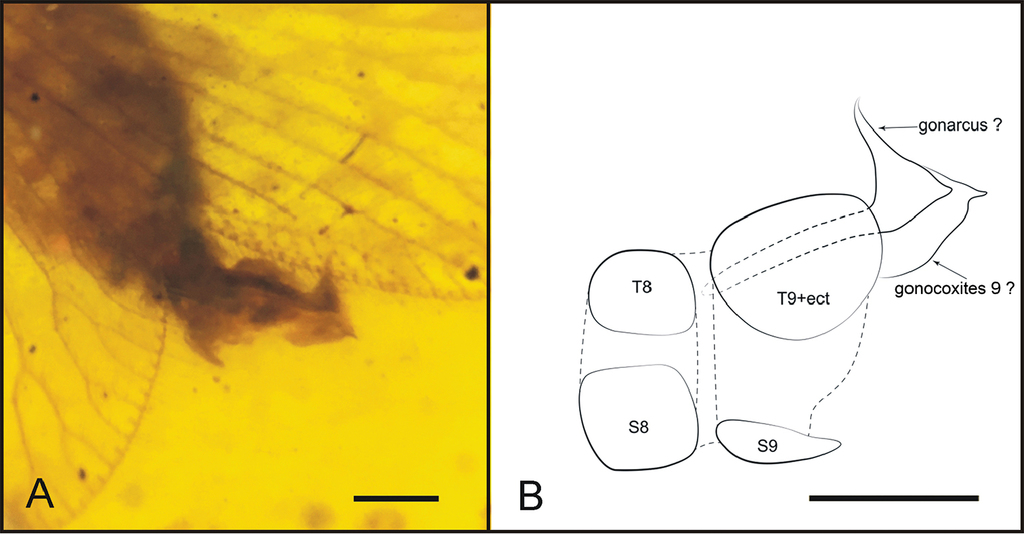
Рисунок с фотографией

Гениталии голотипа плохо сохранились в янтаре; кроме того, морфология гениталий Stictosisyra pennyi сильно отличается от морфологии других сизирид. В статье с описанием вида предполагается, что образец является самцом, основываясь на морфологии брюшка, особенно конечностей, и сохраненной позе. Гениталии интерпретируются следующим образом: тергит 9 и эктопрокт срослись; стернит 9 короче тергита 9+эктопрокта; гонаркус выходит за пределы тергита 9+эктопрокта, в противном случае это может быть вызвано неполным сохранением тергита 9+эктопрокта сзади; гонаркус узко изогнут медиально, с двумя концами вентрально, а затем вытянутыми кпереди; каждый конец с скрошечным расширением, направленным кзади; большие и почти целые наружные гонококситы 9, соединённые с гонаркусом.

### Различия между другими вымершими родами сизирид
Stictosisyra отличается от других ископаемых родов сизирид следующими признаками:
- Ротовой аппарат не колюще-сосущий (Paradoxosisyra имеет колюще-сосущий ротовой аппарат)
- Переднее крыло с четырьмя ra-rp (Paleosisyra eocenica с двумя, Paleosisyra electrobaltica и Paleosisyra minor с тремя);
- ScP и RA на заднем крыле сливаются перед входом в край, и заднее крыло с одним ra-rp (у Prosisyrina ScP и RA заканчиваются отдельно, с двумя ra-rp)[2].